# 美國第十九航空隊

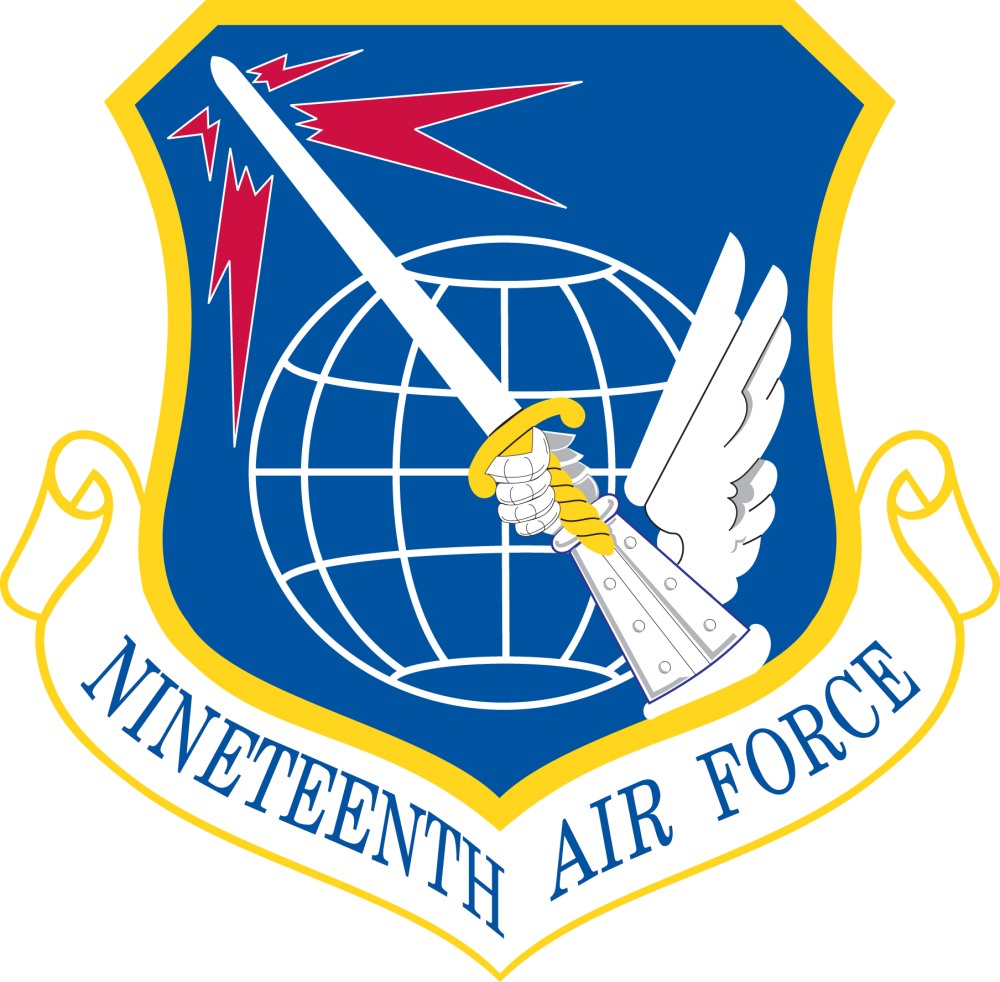
第十九航空队队徽

第十九航空队（英語：Ninteenth Air Force）是美国空军教育训练司令部下属的一个编号航空队，指揮部位于德克萨斯州的兰多夫空军基地。

## 歷史

### 冷戰

#### 起源
1953年朝鮮戰爭結束後，美國空軍開始將快速反應部隊制度化，能將人員、飛機和裝備部署到簡陋的基地，並為其戰鬥機提供空中加油能力。
為了這個目的，戰術空軍司令部發展了混合空中打擊部隊（CASF），這是一支由指揮單位和戰鬥機、偵察機、加油機、運兵機和通訊支援單位組成的小型戰術空軍。儘管此部隊必要時可以作戰，但它的主要功能是嚇阻共產主義在中東或拉丁美洲等地區的擴張，這些地區是海外美軍隊無法防禦的。它的主要特徵是反應快，並且盡可能自給自足。每個部門都準備包含後備零件和補給品的飛行套件，每個成員將被分配特定的部署任務。抵達戰區後，該部隊如果得到所需的食物、燃料和彈藥的支援，將能在最少的後勤支援下持續作戰30天。空對空加油不僅使快速反應成為可能，而且使此部隊各部門能夠經濟地在本身基地運作，直到需要部署為止。一旦CASF概念在20世紀50年代末得到全面實施和測試，CASF的第一支打擊部隊可以在接到通知後16小時內抵達中東，並在48小時內完成全部兵力到位並做好作戰準備。在遠東，先頭部隊將在36小時內抵達，全部兵力將在72小時內進入作戰狀態。